# Pike Place Market
Pike Place Market is een publieke markt die langs de waterkant van de Elliott Bay in Seattle, Washington, Verenigde Staten ligt. De markt werd geopend op 17 augustus 1907 en is een van de oudste publieke landbouwmarkten in de Verenigde Staten. Het is een handelsruimte voor veel kleine landbouwers, ambachtslieden en handelaars. De naam komt van de centrale weg, Pike Place, die in noordwestelijke richting loopt van Pike Street tot Virginia Street. De markt geldt als een van de meest populaire toeristische attracties van Seattle.

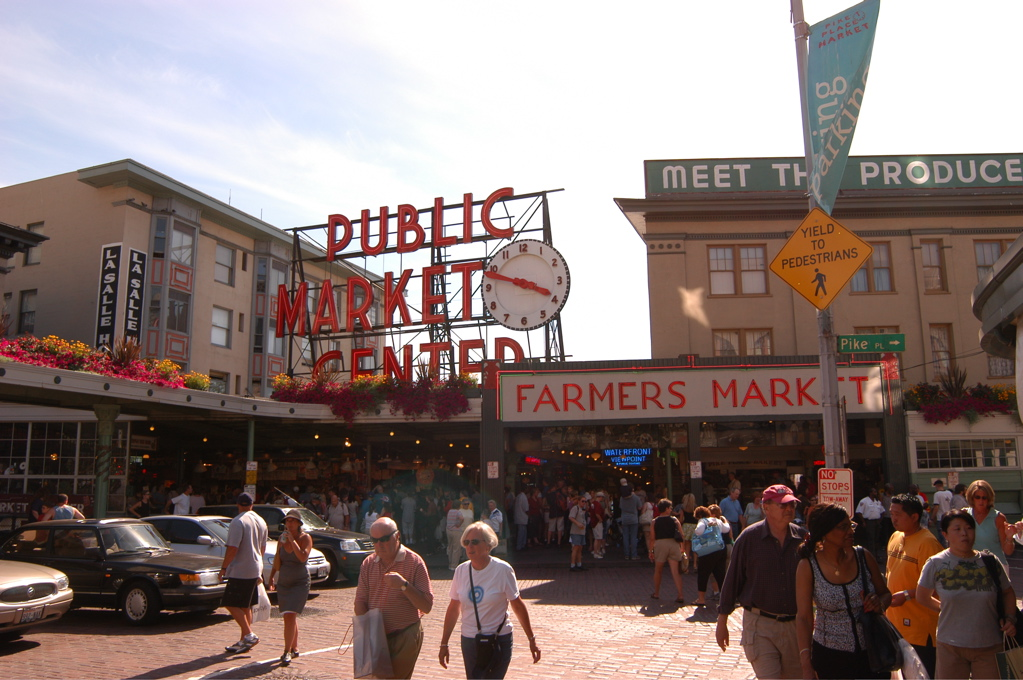
Pike Place Market

De markt werd gebouwd aan de rand van een steile helling, en bestaat uit verscheidene lagere verdiepingen onder de bovenverdieping. Elke verdieping biedt onderdak aan een reeks unieke winkeltjes en boetieks voor onder meer antiek en stripverhalen, en restaurantjes. De bovenverdieping bestaat uit viswinkels, winkels met andere verse producten en ambachtelijk vervaardigde producten. Deze bevinden zich in het overdekte gewelf. Plaatselijke landbouwers en ambachtslui werken daar het hele jaar door aan tafels die ze op dagbasis huren van de markt. Dit gebeurt in overeenstemming met het fundamentele opzet van de markt, namelijk de consument in contact brengen met de producent.
De Pike Place Market is de thuisbasis van bijna 500 bewoners met een laag inkomen die leven in acht verschillende gebouwen verspreid over de hele markt. De markt wordt beheerd door de openbare ontwikkelingsorganisatie Pike Place Market Preservation and Development Authority (PDA). Jaarlijks krijgt de markt ongeveer 10 miljoen bezoekers over de vloer.

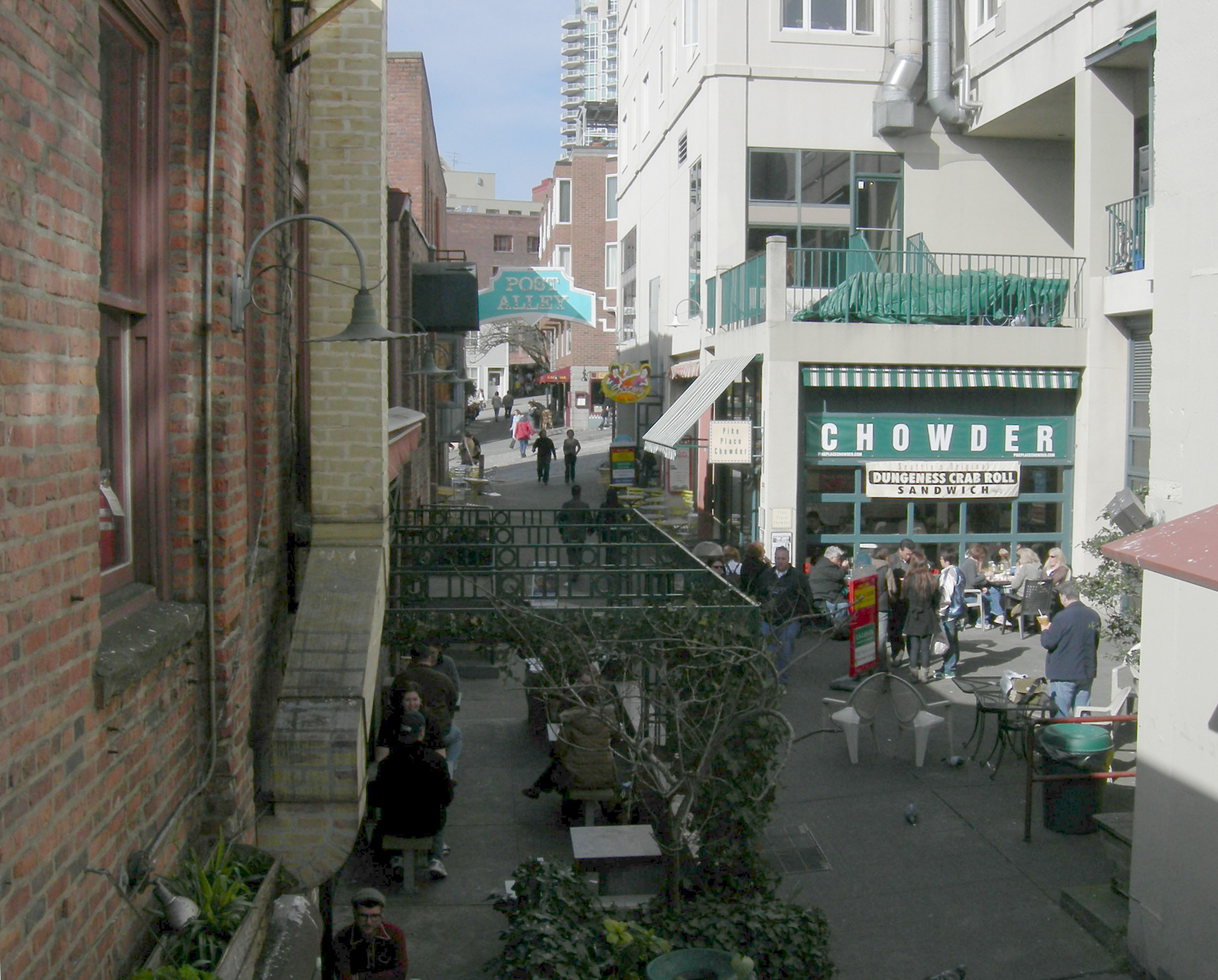
Post Alley
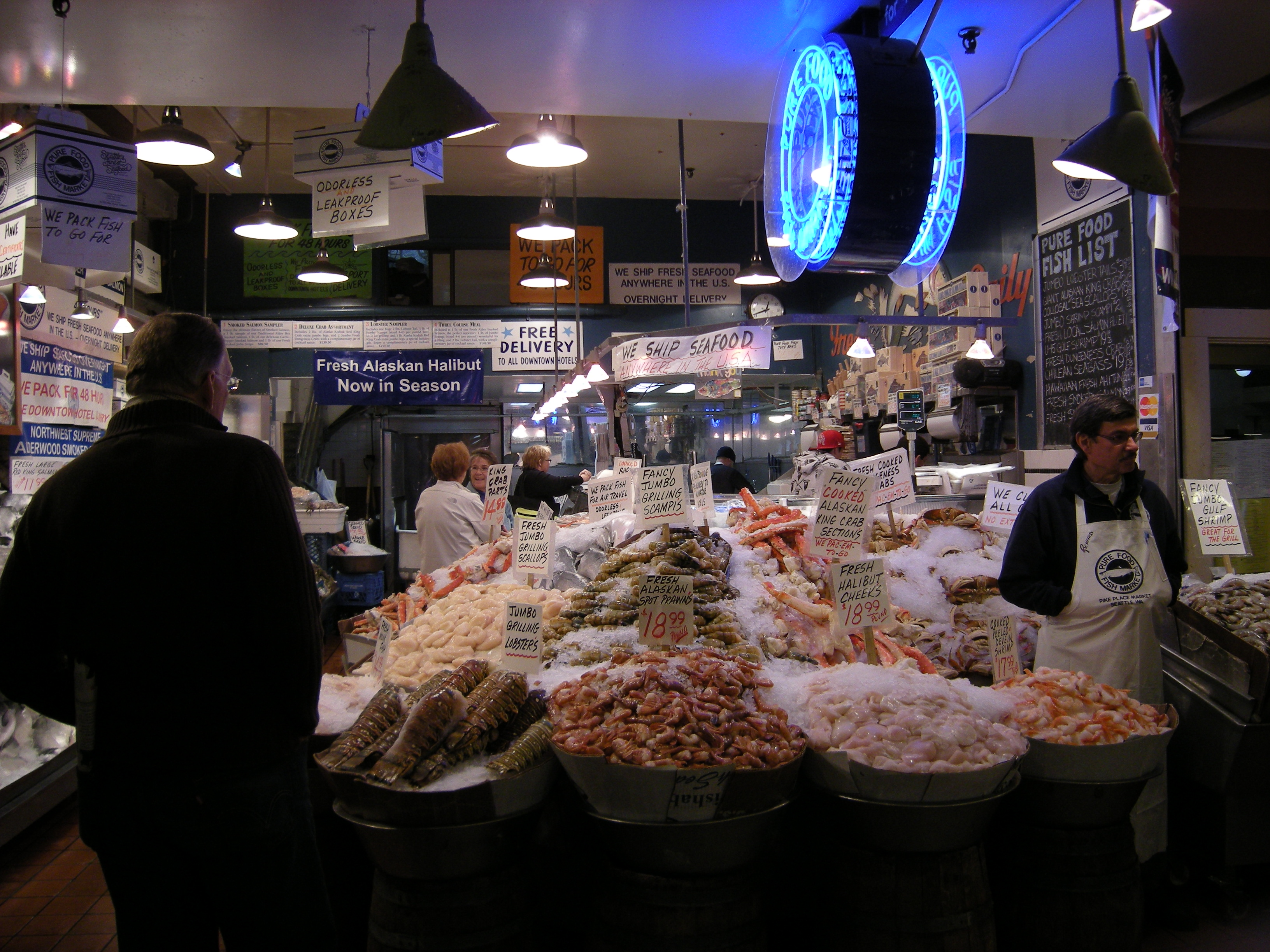
Pure Food Fish - Main Arcade
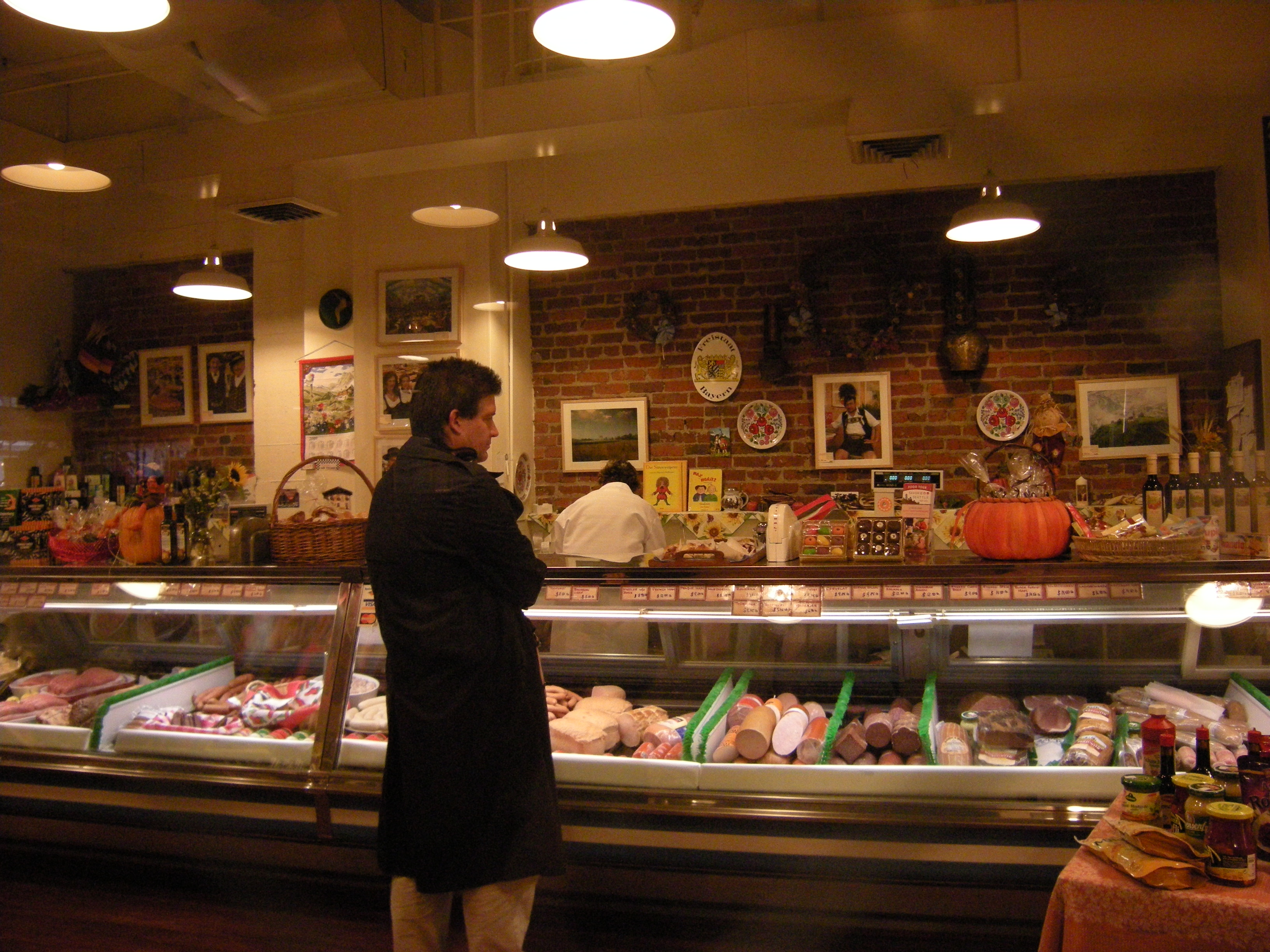
Bavarian Meats, Soames-Dunn Building
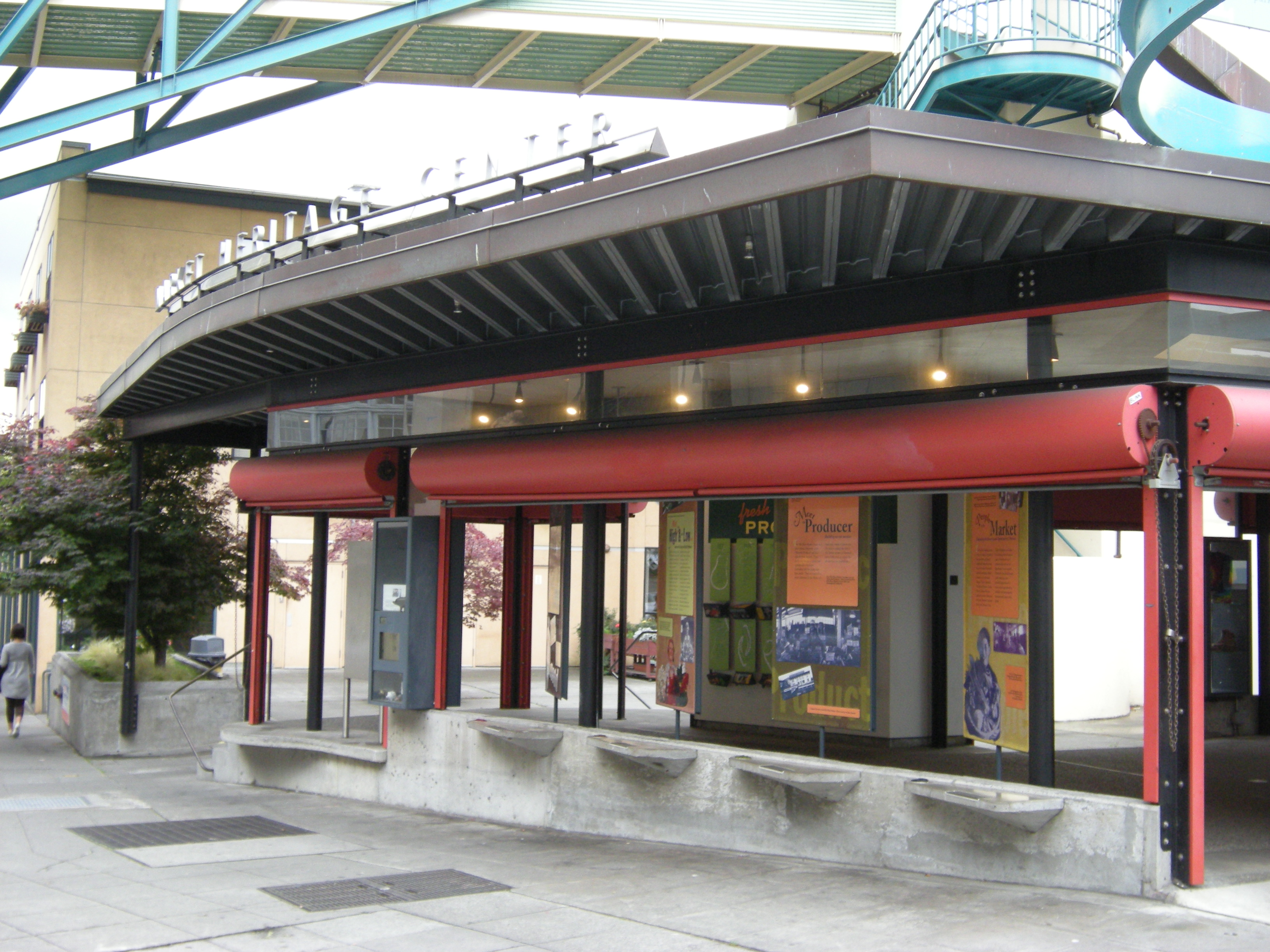
Market Heritage Center op Western Avenue: een klein museum over Pike Place Market